# Signal (tandpasta)
Signal is een merk van mondverzorgingsproducten. Het merk is eigendom van Unilever. In sommige landen wordt Signal verkocht onder de merknaam Pepsodent of Prodent.
De producten van Signal zijn verkrijgbaar in verschillende landen, waaronder Nederland en België. Anno 2025 zijn er van het merk tandpasta's, tandenborstels en mondwater verkrijgbaar.

## Tandpasta
Signal tandpasta kwam in 1959 voor het eerst op de markt. In 1962 was Signal de eerste tandpasta met twee kleuren: de tandpasta had toen witte en rode strepen. Pas in 1975 zou Aquafresh volgen met wit-blauwe strepen.
Signal ging op zoek naar tandpasta die effectief was voor het verkrijgen van wittere tanden zonder bleek- of schuurmiddelen toe te voegen, zoals traditioneel gebeurde. Dit werd de Signal White Now-serie. Daarbij werd een soort blauwe verf toegevoegd aan de tandpasta, om zo een optische illusie van witte tanden te creëren.

## Enkele producten
- Signal Tandpasta Integral
- Signal Tandpasta White System
- Signal Tandpasta Protection Caries Whitening
- Signal Pure Adem
- Signal M-fris Aquamint
- Signal White Now
- Signal Sensitive Expert
- Signal Kids
- Signal Junior
- Signal Ultrareach tandenborstels
- Signal Inside Precision tandenborstels
- Signal Double Action tandenborstels